# Melomys capensis
Melomys capensis és una espècie de mamífer rosegador de la família dels múrids. Es troba a Austràlia, a la península del Cap York (Queensland). Són rosegadors de mitjanes dimensions, amb una llargada de cap a gropa de 120 a 160 mm, una cua de 120 a 170 mm i un pes de fins a 115 g. És una espècie arborícola, que s'alimenta de llavors, fruits i fulles. Viu en boscos tropicals humits.